# رزی کیمیتا
رزی کیمیتا (انگلیسی: Rosie Kmita؛ زادهٔ ۲۷ ژوئیهٔ ۱۹۹۴) بازیکن سابق فوتبال اهل انگلستان است که آخرین بار برای واتفورد بازی کرد. کیمیتا کار خود را در تاتنهام هاتسپر آغاز کرد اما در سال ۲۰۱۲ فوتبال کالج را با سنت لئو لاینز بازی کرد و در دسامبر ۲۰۱۳ به برایتون پیوست.